# Unió Democràtica Croata
La Unió Democràtica Croata (en croat: Hrvatska Demokratska Zajednica, HDZ) és un partit polític croat fundat el 1989 per dissidents nacionalistes croats liderats per Franjo Tuđman. Ha estat al poder de 1990 al 2000 amb la presidència de Tuđman. Durant aquest mandat, Croàcia es va esdevenir independent (1991), va ser reconeguda internacionalment (1992) i va recuperar el conjunt dels seus territori d'abans de la guerra (1998). Des del 2003, el partit és en cohabitació al poder. És membre del Partit Popular Europeu.

## Història

### Orígens
La Unió Democràtica Croata (HDZ) es va fundar el juny de 1989 per dissidents croats nacionalistes encapçalats per Franjo Tuđman. Quan el partit es va fundar, el sistema multipartidista a Croàcia es trobava en una fase embrionària i obrir les manifestacions de nacionalisme croata era mal vist. Les seves primeres oficines es trobaven en una barraca de Zagreb, raó per la qual s'anomenaven a si mateixos barakaši - de "baraka", que és el croata paraula "barraca". El partit ràpidament es van beneficiar de la relaxació del control comunista. Tuđman i altres funcionaris del partit van viatjar a l'estranger i es van reunir grans contribucions financeres dels exiliats croates, el que es veurà reflectit en una plataforma més nacionalista del partit. Quan es convocaren les eleccions legislatives croates de 1990, el governant Partit Comunista va veure aquestes tendències dintre de la HDZ com una oportunitat per a romandre en el poder.
El sistema de votació va ser adaptat a favor els dos partits més forts i se suposava que els votants croats optarien pels comunistes en el poder, reanomenats com a Partit Socialdemòcrata de Croàcia, com un mal menor a la HDZ, que va ser descrit com a partit de perilloses intencions. En realitat els que van votar a les eleccions va veure el patriotisme de la HDZ, no només la forma de desfer-se del comunisme i Iugoslàvia, sinó també com la resposta adequada al que van veure com "nacionalisme serbi", consagrat en part per Slobodan Milošević. La HDZ va obtenir una majoria al Sobor croat.

### La presidència de Franjo Tuđman
Les eleccions presidencials croates de 1992 foren guanyades per Franjo Tuđman, qui es mantindria com indiscutible líder del partit fins a la seva mort el 1999. Sota el seu lideratge, Croàcia es va independitzar (1991), fou reconeguda internacionalment (1992), i consolidà la totalitat dels seus territoris adquirits abans de la guerra.
Durant aquest període, la HDZ confirmà el seu poder a les eleccions legislatives de 1992 i 1995. Com que propugnà enèrgicament la independència de Croàcia, la HDZ és bastant impopular entre la minoria sèrbia que s'oposa a la independència de Croàcia preferia veure Croàcia dins la República Federativa Socialista de Iugoslàvia. Aquest va ser un dels factors que contribuïxen a la creació de la República Sèrbia de Krajina i el conflicte armat en la veïna Bòsnia i Hercegovina. El paper de la HDZ en aquests esdeveniments és matèria de controvèrsia, fins i tot a Croàcia, on alguns tendeixen a considerar la política HDZ en les primeres etapes del conflicte com a extremistes i un factor que contribuí a l'escalada de la violència, mentre que uns altres veuen com la HDZ aplacà Sèrbia i l'Exèrcit Popular Iugoslau, i per tant, responsable de no preparar degudament la defensa de Croàcia.
Cal assenyalar que les polítiques de Tuđman i la HDZ canviaren en funció de les circumstàncies. La HDZ també va dur Croàcia a través dels processos de transició política i econòmica del comunisme al capitalisme. En particular, els governs HDZ aplicaren la privatització de l'economia, de manera que els crítics consideren òptima.
Quant a la ideologia, els fundadors es consideraven dretans, i Tuđman va declarar que es va inspirar en thatcherisme. Més tard, es considerà com a partit de centredreta i demòcrata cristià. No obstant això, l'única ideologia oficial és la reconciliació nacional - idea que els descendents de croats i partisans ústaixa han d'arreglar les diferències entre els seus avantpassats i treballar junts amb la finalitat de crear un Estat modern, independent i democràtic a Croàcia. En la pràctica, aquesta és la política del ministre de defensa Gojko Šušak, cap de la facció dura del partit. Stjepan Mesić i Josip Manolić, fins aleshores associats a Tuđman i situats a l'esquerra del partit, el 1994 l'abandonaren i van formar Demòcrates Croats Independents.
Al final de la guerra va esdevenir un partit conservador amb tendències socials. La fi de la dècada dels 1990 va coincidir amb la malaltia i mort de Tuđman, cosa que va provocar la successió d'amargues lluites entre les diferents faccions, cosa que va malmetre la popularitat del partit.

### La mort de Tuđman
Això i la mort de Tuđman el desembre de 1999, va tenir un impacte a les eleccions legislatives croates de 2000. Tot i que la HDZ es va mantenir com a partit més votat, fou derrotat per una coalició de centreesquerra de sis partits de l'oposició. Simultàniament, en la següent elecció presidencial el candidat de la HDZ Mate Granić va acabar tercer i no va passar a la segona ronda de votació, que va guanyar Stjepan Mesić.
En el període comprès entre 2000 i 2003, diversos homes de negocis que es van convertir en magnats durant el govern del partit van ser jutjats i condemnats per suposats abusos, encara que en general el procés de privatització executat per la HDZ es va mantenir inalterat. Mate Granić i Vesna Škare-Ožbolt es van escindir per a formar el Centre Democràtic Croat (DC).
La HDZ va començar a recuperar-se quan el Tribunal Penal Internacional va començar a perseguir els comandants de l'exèrcit croata, creant així major reacció entre la població croata. El descontentament popular es manifesta en concentracions de masses. Encara que el nou cap del HDZ Ivo Sanader van participar en aquests esdeveniments i va donar suport les protestes, a poc a poc va començar a distanciar-se de la retòrica més extrema. Aquesta tendència va continuar amb el gir a la dreta del Partit Social Liberal Croat, fent que la HDZ Sanader semblés centrista en comparació. Aquest procés va finalitzar en 2002, quan el cap del sector més dur Ivić Pašalić impugnà el lideratge de Sanader, acusant-lo de trair el llegat nacionalista de Tudjman. Al principi semblava que perdria Sanader, però amb l'ajuda de Branimir Glavaš i el suport tàcit dels sectors liberals de l'opinió pública croata, es va imposar i Ivić Pašalić deixà el partit per a fundar el Bloc Croat.
Això i el desconcert en el govern de coalició croat provocaren que la HDZ tornés a ser vista com a veritable alternativa de poder.

### Els governs d'Ivo Sanader de 2003-2009

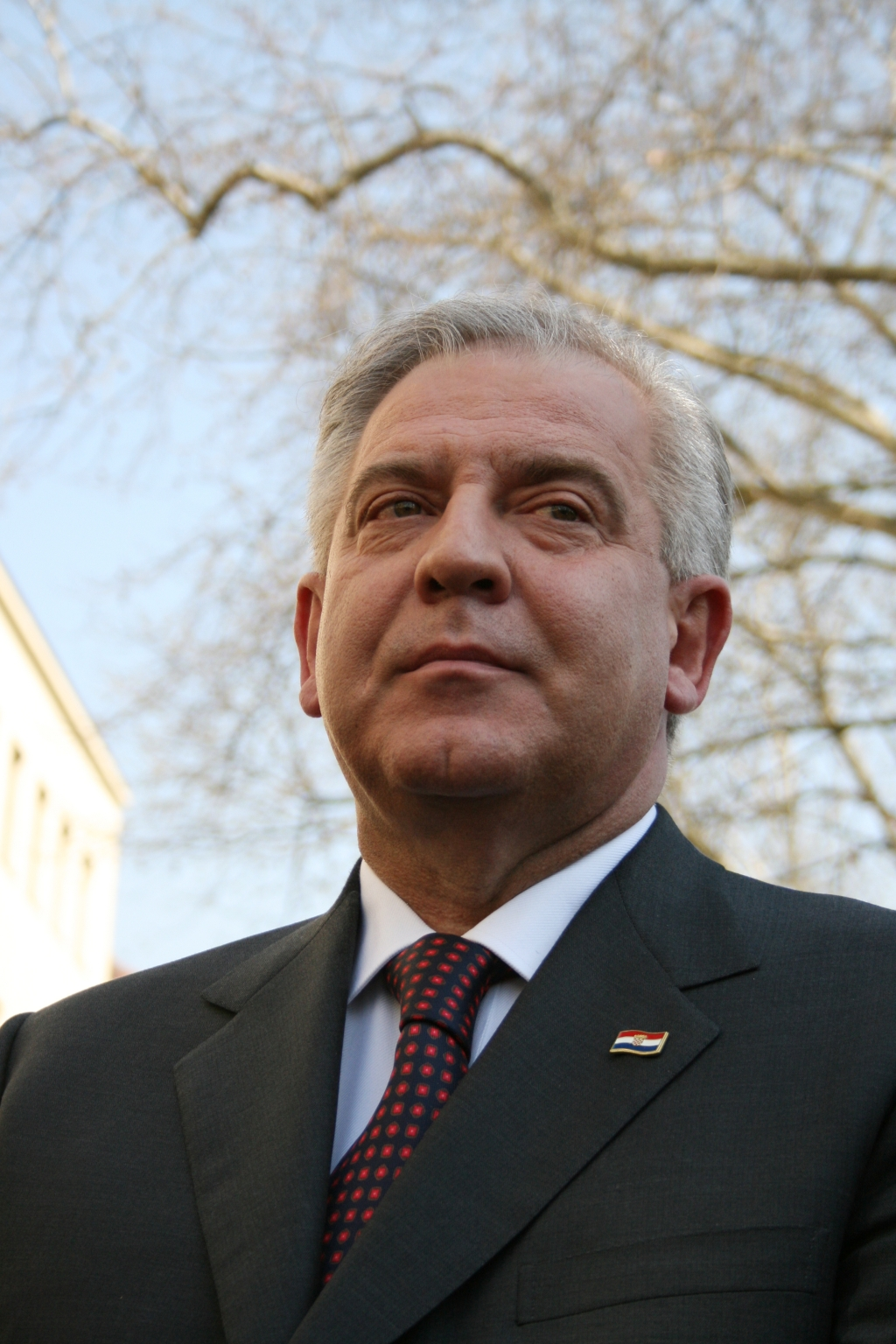
Ivo Sanader en 2009

A les eleccions legislatives croates de 2003, el partit va obtenir el 33,9% dels vots i 66 dels 151 escons. Encara que no va arribar a obtenir una clara majoria en el Parlament croat, fins i tot amb l'ajut dels aliats i HSLS i DC, es va formar el govern amb la teoria d'esquerra Partit Democràtic Independent Serbi i el Partit Croat dels Pensionistes. Amb tan ampli i divers mandat, el govern encapçalat per Ivo Sanader va aplicar enèrgicament les polítiques en aplicació dels criteris bàsics d'adhesió a la Unió Europea, així com el retorn dels refugiats a les seves llars, la reconstrucció d'habitatges danyats en la guerra, la millora dels drets de les minories mitjançant la inclusió de representants de les minories en el govern, en cooperació amb el TPIY, i seguir consolidant l'economia croata. A pesar d'això el Consell de Ministres de la Unió Europea va ajornar l'inici de les negociacions d'adhesió de Croàcia per raó de la seva no-cooperació amb el Tribunal Internacional de la Haia sobre el cas del general Ante Gotovina. Aquesta reculada portada un augment de l'euroescepticisme entre la població croata, la qual cosa també va afectar el suport a la HDZ. L'adhesió a la UE era part clau del programa de Sanader. A les eleccions legislatives croates de 2007 va patir la pressió dels Partit Socialdemòcrata de Croàcia a l'esquerra i del Partit Croat dels Drets i l'Assemblea Democràtica Croata d'Eslavònia i Baranja. Tot i que va obtenir una majoria suficient, de manera que va demanar suport a la "coalició verd-groga" (HSS-HSLS), al HSU i a les minories nacionals. Tanmateix, l'empitjorament de la situació econòmica per la crisi financera global, agreujada pel malbaratament en despesa pública i l'antiquada estructura del mercat laboral, i el bloqueig d'Eslovènia a l'ingrés a la UE van restar força popularitat al govern. El juny de 2009 Sanader va dimitir sobtadament amb unes mínimes explicacions sobre diversos assumptes bruts que s'havien publicat.

### Govern de Jadranka Kosor (2009-2011)

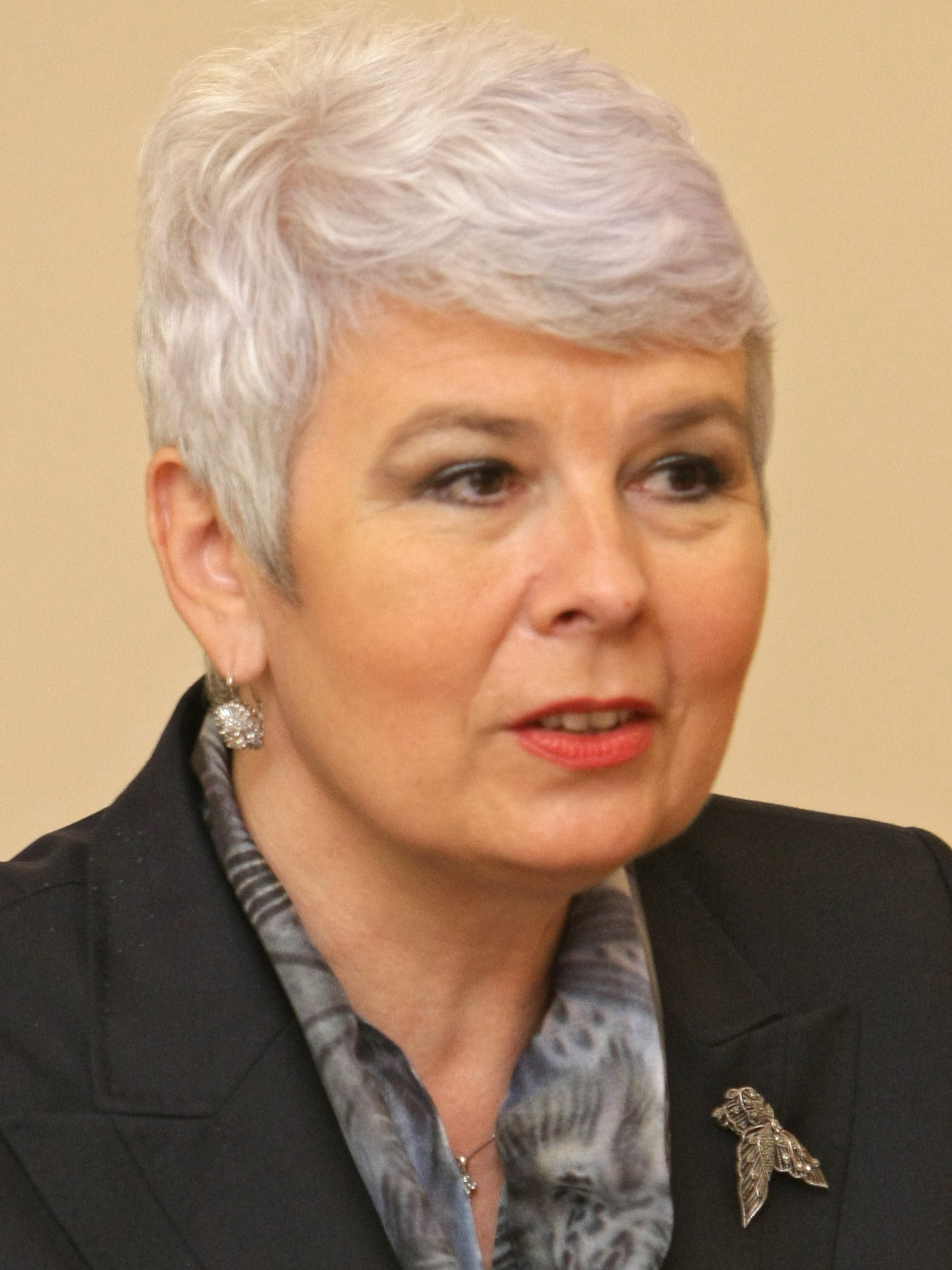
Jadranka Kosor en 2009

En juliol de 2009 Jadranka Kosor fou nomenada cap de la Unió Democràtica Croata després de la dimissió d'Ivo Sanader. Poc després Sanader dimití també com a primer ministre, i Kosor el va substituir com a cap de govern fins al 23 de desembre de 2011. Sanader fou expulsat del partit el gener de 2010. Durant el seu govern, Croàcia va resoldre els problemes fronterers amb Eslovènia, impulsant les negociacions de Croàcia amb la Unió Europea. A les eleccions legislatives croates de 2011, la coalició de centre-esquerra Kukuriku, liderada pel Partit Socialdemòcrata de Croàcia (SDP) encapçalada per Zoran Milanović va guanyar el 40% dels vots i 80 diputats sobre 151, enfront dels 47 de la HDZ de Jadranka Kosor, que va passar a l'oposició.

### Oposició
Kolinda Grabar-Kitarović va guanyar per un estret marge la segona volta electoral a les eleccions presidencials croates de 2014-2015 contra el llavors president Ivo Josipović, havent de renunciar a la militància en l'HDZ en accedir al càrrec.
Kosor va ser elegida vicepresidenta del Parlament croat i també va ser presidenta del grup parlamentari l'HDZ i líder de l'oposició. Kosor es va presentar a les eleccions de lideratge HDZ de 2012, que va guanyar Tomislav Karamarko, quedant tercera de cinc candidats. En criticar públicament contínuament el lideratge de Karamarko i la nova plataforma del partit, més conservadora el 12 de juny de 2012, Kosor i Vladimir Šeks van ser destituïts dels càrrecs de vicepresidents i el 2013, va ser expulsada de HDZ per "danyar la reputació del partit".
Una moció de censura va fer caure el govern de Tihomir Orešković el 16 de juny i en juliol de 2016 Andrej Plenković fou nomenat cap del partit després de la renúncia de Tomislav Karamarko.

### Governs d'Andrej Plenković (des de 2016)
A les eleccions legislatives croates de 2016, celebrades l'11 de setembre, cap partit o coalició va aconseguir la majoria absoluta. La Coalició Popular, liderada pel Partit Socialdemòcrata de Croàcia (SDP) va admetre la seva derrota i el seu candidat Davor Bernardić va renunciar a formar part de cap majoria de govern durant la legislatura. Durant les setmanes posteriors, partits com el Partit Camperol (HSS) o Milan Bandić 365 van oferir el seu suport per aconseguir una majoria parlamentària i nomenar primer ministre a Andrej Plenković, i el 10 d'octubre de 2016 Plenković va presentar l'aval de 91 diputats a la presidenta Kolinda Grabar-Kitarović, que va encarregar-li la formació de govern en un termini de 30 dies, fent-se efectiva la votació el 19 d'octubre amb 91 vots a favor, 45 en contra i 3 abstencions. Plenković va rebre el suport de la coalició de l'HDZ-HSLS-HDS, Most, Milan Bandić 365, HSS, HDSSB, SDSS i 5 representants de les minories nacionals. El govern va quedar tocat al mes d'abril de 2017, quan alguns partits l'hi van retirar el suport a causa de l'ocultació d'informació per part del ministre de finances Zdravko Marić, sobre irregularitats financeres d'Agrokr. L'oposició va presentar una moció de censura, que no va prosperar perquè va resultar en un empat a 75 vots. El govern va recuperar la majoria quan la direcció del Partit Popular Croat – Demòcrates Liberals (HNS-LD) va decidir entrar al govern provocant una forta tensió al partit, ja que la decisió havia estat presa per la direcció, i la meitat dels diputats de l'HNS-LD van donar-hi suport i els altres es van escindir del partit, creant l'Aliança Cívica-Liberal (GLAS) i quedant-se a l'oposició.
El 14 de maig de 2020 es va anunciar que el govern havia arribat a un acord amb l'oposició parlamentària i el 18 de maig es va dissoldre el Sabor croat (parlament) a causa de la incertesa creada per la pandèmia de COVID-19, que amb prou feines ha deixat un centenar de morts al país, i es van convocar les eleccions pel 5 de juliol, en les què l'HDZ encapçalat per Plenković van obtenir la victòria sense acostar-se a la majoria absoluta, amb 66 dels 151 escons del Sabor, 25 seients més que la coalició opositora RESTART, liderada pels socialdemòcrates. El segon gabinet de Plenković va ser confirmat pel Sabort el 23 de juliol de 2020 amb el suport dels 76 diputats necessaris per formar govern i el suport del seu partit i aliats HNS-LD, Partit Popular – Reformistes (NS-R) i els 8 representants de les minories nacionals. Del seu govern, que va superar una segona moció de censura el 3 de març de 2023 es destaca el creixement econòmic, l'entrada a la zona euro i a l'espai Schengen l'1 de gener del 2023. Amb la seva política atlantista es va enfrontar al president socialdemòcrata Zoran Milanović, escollit a les eleccions presidencials croates de 2019-2020 per les seves posicions euroescèptiques, en contra d'enviar suport militar a Ucraïna, i la seva oposició a l'ingrés de Suècia i Finlàndia a l'OTAN.
Les eleccions legislatives croates de 2024 es van haver d'avançar per les protestes ciutadanes contra la corrupció, tot i això, la coalició liderada per la HDZ encapçalada per Plenkovic va guanyar les eleccions sense obtenir la majoria absoluta, havent de formar un govern de coalició amb l'extrema dreta Moviment de la Pàtria, que incorporaria tres ministres en un govern de 18 membres.

## Resultats electorals

### Legislatives
| Any  | Coalició            | Vots      | %          | Escons    | +/– | Govern   |
| Any  | Coalició            | Resultats | Resultats  | HDZ       | HDZ | Govern   |
| ---- | ------------------- | --------- | ---------- | --------- | --- | -------- |
| 1990 | Cap                 | 1,201,122 | 41.90 (#1) | 205 / 351 | =   | Majoria  |
| 1992 | Cap                 | 1,176,437 | 44.68 (#1) | 85 / 138  | 120 | Majoria  |
| 1995 | Cap                 | 1,093,403 | 45.23 (#1) | 75 / 127  | 10  | Majoria  |
| 2000 | Cap                 | 790,728   | 26.88 (#2) | 46 / 151  | 29  | Oposició |
| 2003 | Cap                 | 840,692   | 33.90 (#1) | 66 / 151  | 20  | Coalició |
| 2007 | Cap                 | 907,743   | 36.60 (#1) | 66 / 153  | =   | Coalició |
| 2011 | HGS–DC              | 563,215   | 23.50 (#2) | 44 / 151  | 22  | Oposició |
| 2015 | Coalició Patriòtica | 771,070   | 33.46 (#1) | 51 / 151  | 7   | Coalició |
| 2016 | HSLS–HDS–HRAST      | 682,687   | 36.27 (#1) | 57 / 151  | 6   | Coalició |
| 2020 | HSLS–HDS–HDSSB      | 621,035   | 37.26 (#1) | 62 / 151  | 5   | Coalició |
| 2024 | HSLS-HNS-LD-HDS-HSU | 729,949   | 34.42 (#1) | 55 / 151  | 7   | Coalició |

### Presidencials
| Any     | Candidat                 | 1a volta  | 1a volta   | 2a volta  | 2a volta   | Resultat |
| Any     | Candidat                 | Vots      | %          | Vots      | %          | Resultat |
| ------- | ------------------------ | --------- | ---------- | --------- | ---------- | -------- |
| 1992    | Franjo Tuđman            | 1,519,100 | 56.73 (#1) |           |            | Electe   |
| 1997    | Franjo Tuđman            | 1,337,990 | 61.41 (#1) |           |            | Electe   |
| 2000    | Mate Granić              | 601,588   | 22.47 (#3) |           |            | Derrota  |
| 2005    | Jadranka Kosor           | 452,218   | 20.31 (#2) | 751,692   | 34.07 (#2) | Derrota  |
| 2009–10 | Andrija Hebrang          | 237,998   | 12.04 (#3) |           |            | Derrota  |
| 2014–15 | Kolinda Grabar-Kitarović | 665,379   | 37.22 (#2) | 1,114,945 | 50.74 (#1) | Electe   |
| 2019–20 | Kolinda Grabar-Kitarović | 507,628   | 26.65 (#2) | 929,707   | 47.34 (#2) | Derrota  |

### Parlament Europeu
| Any  | Coalició                       | Vots      | %          | Escons | +/– |
| Any  | Coalició                       | Resultats | Resultats  | HDZ    | HDZ |
| ---- | ------------------------------ | --------- | ---------- | ------ | --- |
| 2013 | HSP AS – BUZ                   | 243,654   | 32.86 (#1) | 5 / 12 | =   |
| 2014 | HSP AS – BUZ – HSS – HDS – ZDS | 381,844   | 41.42 (#1) | 4 / 11 | 1   |
| 2019 | Cap                            | 244,076   | 22.72 (#1) | 4 / 12 | =   |